# Steve Threw Up
«Steve Threw Up» —en español: «Steve vomitó»— es un  sencillo lanzado por el músico estadounidense Beck. Este sencillo, una rareza en el repertorio de Beck, fue lanzado en 1994 únicamente en formato vinilo, en disco de 7 pulgadas, a través de Bong Load Customs Records. El nombre, Steve Threw Up, representa a Steve Moramarco, exintegrante de Bean y actualmente integrante de Abe Lincoln Story. En la canción homónima, Petra Haden toca el violín, y canta coros junto a Anna Waronker, ambas integrantes de la banda de rock estadounidense that dog..

## Lista de canciones
| Lado A |                  |          |  |
| N.º    | Título           | Duración |  |
| 1.     | «Steve Threw Up» | 3:19     |  |

| Lado B |                      |          |  |
| N.º    | Título               | Duración |  |
| 1.     | «Mutherfucker»       | 2:16     |  |
| 2.     | «Untitled (Cupcake)» | 0:46     |  |
| 6:21   |                      |          |  |

## Personal
- Beck - Guitarra, voz
- Petra Haden - Violín, coros
- Anna Waronker - Bajo, coros
- Rachel Haden - Batería
- David Harte - Batería